# Kirakuni / Together
Kirakuni / Together è una canzone della cantante giapponese Crystal Kay. È il primo singolo estratto dall'album Call Me Miss... del 2006. La canzone è stata prodotta dal duo di produttori americano Jam & Lewis, composto da Jimmy Jam e Terry Lewis e scritta da Janet Jackson e Hikaru Utada. Kirakuni / Together è il primo singolo a doppio formato standard. Si tratta quindi di una canzone interamente in inglese, piuttosto che con i testi altisonanti di "Easy" e "I don't understand". Kirakuni / Together è stata la canzone simbolo delle Olimpiadi di Torino, trasmessa da TV Tokyo nel 2005. 
La canzone è cantata completamente in inglese, ad eccezione della frase "Kirakuni". La canzone ha ricevuto un video musicale ed è stata utilizzata come singolo apripista per il suo sesto album in studio Call me miss... La canzone prende il nome dal detto giapponese "Kiraku ni Ikouze. Daijoubu, Keisei wa Kimi ni Yuuri na no Dakera" (6C17↩楽に行こ𰑬。大丈夫、形勢は君に有利なのだから; Take it easy.)

## Descrizione
Kirakuni / Together incoraggia gli ascoltatori a lasciar andare lo stress e a trovare la gioia di vivere. La canzone enfatizza l'idea di allontanarsi dalle pressioni e dalle responsabilità della vita quotidiana e di abbracciare i momenti di libertà e divertimento. Il testo evidenzia gli effetti negativi della costante ricerca di beni materiali e ricchezza. Il verso "Makin' yourself happy with material things, that makes you crazy" suggerisce che affidarsi esclusivamente ai beni materiali per la felicità può portare all'insoddisfazione e all'infelicità. La canzone incoraggia gli ascoltatori a trovare la felicità nelle esperienze e nei legami con gli altri piuttosto che nei beni materiali. Il ritornello invita l'ascoltatore a uscire, a divertirsi e a lasciar andare le preoccupazioni.
L'espressione "kirakuni" si traduce in "brillare" o "scintillare", che può essere interpretata come la ricerca della propria luce interiore e l'irradiazione di ottimismo. La canzone incoraggia l'ascoltatore a trovare momenti di gioia e relax, esortandolo a "rilassarsi" e a prendersela comoda. Nel complesso, "Kirakuni" promuove l'idea di trovare un equilibrio nella vita, di lasciar andare lo stress e di abbracciare i momenti di felicità e libertà. Serve a ricordare di dare priorità alle esperienze e ai legami rispetto ai beni materiali e di godere e apprezzare il momento presente.